# Simon Makienok
Simon Makienok Christoffersen (ur. 21 listopada 1990 w Næstved) – duński piłkarz, grający w duńskim klubie Hvidovre IF. Występuje na pozycji napastnika.

## Kariera klubowa
Makienok profesjonalną karierę rozpoczął w klubie Herfølge BK. W 2009 roku przeniósł się do HB Køge. Spędził w tym klubie 2,5 roku, a w styczniu 2012 roku trafił do Brøndby IF. W 2014 roku przeszedł do US Palermo. W sezonie 15/16 był wypożyczony do angielskiego Charlton Athletic, z którego przeszedł w przyszłym sezonie 16/17 na zasadzie wypożyczenia do Preston North End.

## Kariera reprezentacyjna
W reprezentacji Danii zadebiutował 22 marca 2013 roku w meczu eliminacji MŚ przeciwko Czechom. Na boisku pojawił się w 85 minucie meczu.
| Mecze i gole w reprezentacji | Mecze i gole w reprezentacji | Mecze i gole w reprezentacji | Mecze i gole w reprezentacji | Mecze i gole w reprezentacji | Mecze i gole w reprezentacji | Mecze i gole w reprezentacji |
| #                            | Data                         | Stadion                      | Rywal                        | Wynik                        | Gol                          | Rozgrywki                    |
| 2013                         | 2013                         | 2013                         | 2013                         | 2013                         | 2013                         | 2013                         |
| ---------------------------- | ---------------------------- | ---------------------------- | ---------------------------- | ---------------------------- | ---------------------------- | ---------------------------- |
| 1.                           | 22.03.2013                   | Ołomuniec, Czechy            | Czechy                       | 3:0                          | 0                            | El. MŚ 2014                  |
| 2.                           | 26.03.2013                   | Kopenhaga, Dania             | Bułgaria                     | 1:1                          | 0                            | El. MŚ 2014                  |
| 3.                           | 05.06.2013                   | Aalborg, Dania               | Gruzja                       | 2:1                          | 0                            | towarzyski                   |
| 4.                           | 11.06.2013                   | Kopenhaga, Dania             | Armenia                      | 0:4                          | 0                            | El. MŚ 2014                  |
| 5.                           | 10.09.2013                   | Erywań, Armenia              | Armenia                      | 1:0                          | 0                            | El. MŚ 2014                  |
| 6.                           | 11.10.2013                   | Kopenhaga, Dania             | Włochy                       | 2:2                          | 0                            | El. MŚ 2014                  |